# Facultad de Ciencias Jurídicas y Políticas de la Universidad Nacional del Altiplano de Puno
La Facultad de Ciencias Jurídicas y Políticas (siglas: FCJP), es la unidad de formación académica profesional y de gestión con alta calidad humana, moral y científica que contribuye al desarrollo de la sociedad, impartiendo enseñanza en Derecho. Está integrada por docentes y estudiantes de la Escuela Profesional de Derecho de la Universidad Nacional del Altiplano de Puno.

## Historia
La historia de la Facultad de Ciencias Jurídicas y Políticas se origina con la creación de la Universidad Nacional del Altiplano de Puno (UNAP), la misma que se erige como Facultad de Jurisprudencia mediante la Ley del 29 de agosto de 1856, emitida por la Convención Nacional presidida por el General Miguel de San Román y promulgada por el Gran Mariscal don Ramón Castilla y Marquesado, con el nombre de Universidad de Puno o Universidad de San Carlos de Puno. Inicia sus actividades académicas en el año 1858 con las facultades de Teología, Jurisprudencia, Medicina, Filosofía y Letras, Matemáticas, y Ciencias Naturales.
La Facultad de Jurisprudencia constituye el antecedente histórico de la Facultad de Ciencias Jurídicas y Políticas, la misma que otorgó grados de bachiller y licenciaturas y el grado de doctor en Derecho y entre los primeros que obtuvieron alta calificación académica, están los doctores José Andrés Cosió y Manuel Pérez, sus egresados de aquella época, jugaron un papel importante en la vida política del Departamento de Puno y del país, sus convicciones y su compromiso trascendió a la región; así no fue casual que el Dr. Manuel Pino y otros se enrolaran en las filas del Ejército peruano en la guerra con Chile.
El Programa Académico de Ciencias Jurídicas y Políticas, se reabre por decisión del Consejo Ejecutivo del 20 de abril de 1982 y se formaliza el acto de reapertura y funcionamiento el 8 de agosto de 1982 por Resolución Rectoral N° 373-82-UNTA, iniciando sus actividades en la Casa de la Cultura ubicada en la esquina de las calles Conde de Lemos y Grau de la ciudad de Puno hasta el año 1987; posteriormente se demuele la casona y la Facultad de Ciencias Jurídicas y Políticas se traslada a las instalaciones del anexo del Glorioso Colegio Nacional de San Carlos ubicado en la Av. el Sol donde desarrolla sus labores por un año retornando posteriormente a su actual sede en la ex casa de la cultura.
El lunes 19 de septiembre de 2016, por razones de inicio de remodealación de la infraestructura de la Facultad, las labores académicas se realizan en el Edificio Muñoz (Postrado) ubicado en el campus universitario de la Universidad Nacional del Altiplano de Puno.
El miércoles 10 de mayo de 2017, se publica en el Diario Oficial el Peruano, la Resolución de Presidencia del Consejo Directivo Ad Hoc N.º 173-2017-Sineace/Cdah-P, por el que  se oficializa el Acuerdo N.º 080-2017-CDAH, de sesión de fecha 19 de abril de 2017 del Consejo Directivo Ad Hoc, mediante el cual el SINEACE, otorgó la acreditación a la carrera profesional de Derecho de la Universidad Nacional del Altiplano, con una vigencia de tres (03) años.
El lunes 7 de agosto de 2017, las autoridades universitarias, inauguran el moderno local de la Facultad de Ciencias Jurídicas y Políticas, la misma que cuenta con renovadas instalaciones sanitarias, eléctricas y con accesibilidad para las personas con discapacidad.
El 10 de agosto de 2023 el Congreso de la República del Perú, expresa la moción de saludo por el 41 aniversario de reapertura de la Facultad.
En agosto de 2023, recibe una acreditación internacional por los CIEES México.

### Decanos
- Remigio Cábala Pinazo
- Víctor Torres Esteves
- Humberto Beltrán Cortez
- José Sotomayor Pérez
- Jovin Hipólito Valdez Peñaranda
- Jesús Rafael Vallenas Gaona
- Gerardo Sixto Zantalla Castro
- Moisés Víctor Mariscal Flores
- Sergio Valerio Serruto Barriga
- Julio Jesús Cuentas Cuentas
- Boris Gilmar Espezúa Salmón
- Manuel León Quintanilla Chacón[11]

## Programas académicos
Actualmente consta de un departamento de derecho, con una escuela profesional que oferta la carrera de derecho.

## Estudiantes
Los estudiantes de la Facultad de Ciencias Jurídicas y Políticas, son los ingresantes matriculados en la Escuela Profesional de Derecho de la UNAP.
- Perfil profesional: Las competencias que el estudiante debe lograr en el desarrollo de su formación profesional son las siguientes:
  1. Patrocina la defensa en procesos judiciales y administrativos con conocimiento del ordenamiento jurídico aplicando principios doctrinarios y jurisprudenciales, métodos técnicas jurídicas con responsabilidad y criterio deontológico orientado a la búsqueda de la justicia, el respeto de los derechos humanos y la democracia.
  2. Ejerce la defensa judicial y administrativa argumentando eficazmente en forma oral y por escrito, con conocimiento del Sistema jurídico (normas, principios generales, derecho consuetudinario, doctrina y jurisprudencia), asumiendo valores de justicia, veracidad, lealtad y responsabilidad.
  3. Utiliza métodos y técnicas de interpretación e integración jurídicas para proponer y ejecutar estrategias de defensa legales, justas, veraces, honestas, eficientes y acordes a la realidad nacional y regional.
  4. Desarrolla estrategias de gestión jurídica para el desarrollo empresarial y comercial con un enfoque basado en el desarrollo sostenible y la calidad de los servicios con iniciativa y creatividad.
  5. Propicia la cultura de paz proponiendo medios alternativos de solución de conflictos con honestidad, veracidad y lealtad.
  6. Identifica los conflictos sociales para proponer y ejecutar una defensa responsable y sensible a los problemas de nuestra sociedad pluricultural, con conocimiento pleno de la realidad regional.
- Campo ocupacional: Ejercicio de la defensa, Administración de justicia, Gestión pública, Asesoría y consultaría, Conciliación, Función notarial, Investigación y docencia.
- Grado académico: Bachiller en Derecho.
- Título profesional: Abogado.
- Duración de los estudios de pregrado: 12 semestres académicos.

### Expresión Artística
Los estudiantes de la FCJP pueden ser integrantes de tres agrupaciones estudiantiles dedicados a cuestiones musicales.
- Estudiantina Jurídica
- Sikuris Derecho
- TUNA Derecho

## Logros
- Primer lugar en la Entrada Universitaria 2012 - Traje de luces: Caporales.[12]
- Segundo lugar en la Entrada Universitaria 2012 - Autóctonos: Lawacumos de Acora.[12]
- Segundo lugar en la Entrada Universitaria 2013 - Autóctonos: Chacareros.[13]
- Primer lugar en la Entrada Universitaria 2014 - Traje de luces: Doctorcitos.[14]
- Primer lugar en la Entrada Universitaria 2016 - Traje de luces: Doctorcitos.[15]
- Segundo lugar en la Entrada Universitaria 2022 - Autóctonos: Chunchos de Esquilaya.[16]
- Primer lugar en la XV concurso de danzas originarias 2024: Chunchos de Esquilaya.[17]

## Revistas
- Revista de Derecho
- Revista Pacha: Derecho y visiones
- Revista de Derecho Ambiental
- Taripaña

## Personas destacadas
A continuación se da la relación de juristas destacados en derecho a quienes la Universidad Nacional del Altiplano de Puno les confirió el grado de Doctor honoris causa:
- Eugenio Raúl Zaffaroni (2014)
- Adolfo Alvarado Velloso (2015)
- Ulrich Sieber (2015)
- Miguel Polaino Navarrete (2016)
- Manuel Atienza Rodríguez (2016)[18]
- Robert Alexy (2016)[19]
- Carlos Augusto Ramos Nuñez (2017)[20]
- Néstor Pedro Sagüés (2018)[21]
- Gerardo Hierro Molina (2018)[22]
- Juan Antonio García Amado (2019)[23]
- Claus Roxin (2021)[24][25][26][27]
- Luigi Ferrajoli (2022)[24][28]

## Círculo de Investigación Líderes Optimistas Revelando Derecho - CILORD
El Círculo de Investigación Líderes Optimistas Revelando Derecho, con las siglas CILORD, es un grupo académico integrado por estudiantes y egresados de la Escuela Profesional de Derecho de la Universidad Nacional del Altiplano de Puno, que se dedica a investigar en materia de derecho constitucional y derechos humanos y a contribuir en el desarrollo de la Facultad de Ciencias Jurídicas y Políticas.
El CILORD, fue reconocido por la autoridad universitaria mediante Resolución Rectoral N° 2510-2014-R-UNA (Consejo Universitario) y Resolución de Decanato N° 228-2014-D-FCJP-UNAP (Consejo de Facultad).
Actualmente el CILORD, tiene su sede el sexto piso del edificio de la Facultad de Ciencias Jurídicas y Políticas y difunde sus actividades con el Boletín Yachay Derecho.

#### Historia
Su fundación se fecha en el 2009, año en que se convoca a elecciones de Consejo de Facultad, Consejo Universitario y Asamblea Universitaria de la Universidad Nacional del Altiplano de Puno, en donde estudiantes del VI semestre deciden formar un movimiento estudiantil con la finalidad de trabajar con proyectos que saquen adelante a la Escuela Profesional de Derecho, dicho movimiento llevó como nombre Concertación en Derecho Impulsando Ganas y Optimismo “CODIGO”, haciendo una campaña exitosa, quedando en segundo lugar y entrando en minoría al Consejo de Facultad, el estudiante Alber Castillo Tamayo, después de conocidas los resultados de las elecciones, la estudiante Silvia Maribel Choque Chuquimia, convoca a una reunión a fin de tomar nuevos acuerdos sobre el grupo, y deciden trabajar académicamente conformando un Círculo de Estudios desvinculado del referido movimiento, por consiguiente, se acordó no utilizar el CILORD como medio para participar en las posteriores elecciones, dejando la posibilidad extinta de trabajar políticamente en las elecciones, en consecuencia se decide desvincular a CODIGO con el CILORD en ese entonces sin nombre.
Sobre el nombre del CILORD, algunos decían que el nombre debería ser en latín, quechua o aimara, otros decían que debería ser el nombre de un jurista puneño,a propuesta del estudiante Omar Aguilar Apaza, se decide por acuerdo mayoritario poner el nombre de Círculo de Investigación Líderes Optimistas Revelando el Derecho cuyas siglas fueron “CILORD”.
En cuanto a los integrantes fundadores del CILORD se encuentran: Silvia Choque Chuquimia, Ivette Mirian Quispe Cruz Quispe, Omar Aguilar Apaza, Richard Ticona, Erick Aldo Carreón Mamani, Rosmery Begazo Condori, Patricia Milagros Chipana Ccallo, Julio César Mejia Tapia, Flor de María Ramos Medina, Jaing Danny Mamani Pacheco, Kelly Aguilar, José Luis, entre otros.
Otros de los puntos de debate durante las primeras reuniones fue el primer Estatuto, en ese entonces a cargo de la presidencia de Patricia Milagros Chipana Ccallo, se elaboró en varias reuniones; asimismo,  sobre el logo este tiene un libro de color verde que identifica al color adoptado por el Ilustre Colegio de Abogados de Puno, y que también representa a la Constitución Política del Perú que va saliendo de una corona, pues está reina el ordenamiento jurídico.
Con la presidencia de Patricia Chipana, se inició algunas sesiones de trabajo académico, con la exposición de un tema constitucional y posterior debate del tema. Sin embargo lamentablemente a finales del año 2010 el CILORD deja de estar en actividad y se suspende totalmente las reuniones.
A mediados del año 2011, a iniciativa de Erick Aldo Carreón Mamani y Julio César Mejía Tapia, se convoca nuevamente las reuniones, sin embargo debemos precisar que los miembros fundadores del CILORD se encontraban imposibilitados de seguir participando, esto se debe a que muchos de ellos ya no se encontraban estudiando en la Escuela Profesional de Derecho por razones de trabajo y otros asuntos particulares, ante tal hecho se decide invitar a compañeros de distintos semestres, a fin de que puedan integrar al CILORD, es por ello que las primeras reuniones del CILORD participaron los “compañeros cilordcianos” Aldo, Julio César, Flor de María, Jaing Dany, Patricia, Kelly, Galimberty, Michael, Ronny, Rocío, David, Abelardo, Senaida y Zenayda quienes por acuerdo unánime se decide activar nuevamente el CILORD y ratificarnos en los fines que tenía inicialmente, consiguientemente se rearmó la Junta Directiva, nombrando como presidente del CILORD al estudiante Julio César Mejía Tapia, quien de manera entusiasta dio diferentes propuestas para trabajar académicamente, que se concretaron en diversas sesiones de trabajo, como son los análisis y debates de temas coyunturales, y se tomó la iniciativa de adquirir la personería jurídica del CILORD.
Posteriormente, en el año 2012 asumió la presidencia el estudiante José Bayardo Chata Pacoricona, con quien se concretó los proyectos armados con la anterior Junta Directiva, desarrollándose varias sesiones con exposición de temas constitucionales y posterior debate, a ello debe sumarse la constitución de una Asociación que llevó el nombre de Asociación de Investigación Proyección y Capacitación en Derecho Constitucional y Derechos Humanos “Allin Paqta”, asimismo se inició con la proyección de Video Foros y Películas Jurídicas, bajo la denominación “Videoteca Imago Iuris”.
En el 2013, asume la presidencia el estudiante Michael Espinoza Coila, quien dispuso la elaboración de un nuevo estatuto con el respectivo registro como persona jurídica, y el reconocimiento del CILORD por las autoridades universitarias de la UNAP, y sobre todo encaminó al CILORD en labores de investigación jurídica, que se difunden con el Boletín Yachay Derecho y gestionó el uso de un ambiente ubicado en el sexto piso de la Facultad de Ciencias Jurídicas y Políticas de la UNAP.

##### Presidentes
- Silvia Maribel Choque Chuquimia
- Patricia Milagros Chipana Callo
- Julio César Mejia Tapia
- José Bayardo Chata Pacoricona
- Michael Espinoza Coila

#### Actividades
- Investigación jurídica.
- Proyección social.
- Extensión universitaria.
- Capacitación jurídica.
- Publicaciones jurídicas.

#### Logros
III lugar en el I Concurso de Investigación organizado por la IDEHPUCP de la Pontificia Universidad Católica del Perú.